# Centropogon microcalyx
Centropogon microcalyx är en klockväxtart som beskrevs av Franz Elfried Wimmer. Centropogon microcalyx ingår i släktet Centropogon och familjen klockväxter. Inga underarter finns listade i Catalogue of Life.